# Petite Canouan
Petite Canouan est l'une des îles Grenadines entre les îles caribéennes Saint-Vincent et Grenade. Petite Canouan relève du pouvoir administratif de Saint-Vincent-et-les-Grenadines. Sa superficie est d'environ 0,15 km 2 . depuis 1987, l'île a le statut de refuge pour la faune locale et constitue la réserve naturelle de Petite Canouan.